# Secretaría de Seguridad (Honduras)
La Secretaría de Estado en el Despacho de Seguridad (SEDS) de Honduras es la encargada de llevar a cabo las órdenes del presidente de la República en lo concerniente a la formulación de la política nacional de seguridad y orden al interior del país, y de los planes y estrategias para llevarlas a cabo. 
Es una de las 16 secretarías de Estado de creación obligatoria según la Ley General de Administración Pública. 

## Historia

### Entidades de seguridad previas
En la constitución de Honduras de 1848 se decretó que «los primeros agentes del Gobierno en la ejecución de las leyes y seguridad interior y exterior de cada departamento» eran los 'jefes políticos', funcionarios escogidos por el presidente de la República para gobernar un departamento. La misma estableció también que «la policía de seguridad no podrá ser confiada si no a las autoridades civiles», declaración que se retomó en las posteriores constituciones, hasta la de 1957. En diciembre de 1881 se creó el ente de seguridad denominado Policía de Salubridad y Ornato, en las ciudades de Tegucigalpa y la Villa de Concepción (hoy Comayagüela); misma que, aunque dependía del Ministerio de Gobernación y Justicia y se dijo que era una organización civil, en realidad tenía un carácter militar. La misma continuó operando bajo varios nombres y siendo sustituida en ocasiones por otros entes de seguridad (véase: Policía Nacional de Honduras).

### Creación
Con la constitución de 1957 se ordenó la creación de al menos 9 secretarías de Estado, incluyendo la de Seguridad Pública. A pesar de esto, el posterior  gobierno de facto de Oswaldo López Arellano (octubre de 1963-junio de 1965) nombró a un solo secretario en el despacho de Defensa Nacional y Seguridad Pública, y el 3 de junio de 1965, con la promulgación de la constitución de 1965, se volvió de creación obligatoria dicha dependencia. Esa constitución ordenó en su artículo 202 que debían existir al menos diez Secretarías de Estado, incluida la de «Defensa Nacional y Seguridad Pública». Esta disposición se mantuvo en el artículo 246 de la posterior constitución de 1982, que elevó el número de secretarías a 12. Dicha orden fue abolida en febrero de 1991, mediante el Decreto 122-90. Posteriormente, mediante el Decreto 218-966, publicado el 30 de diciembre de 1996, se reformó la Ley General de Administración Pública, ordenando la existencia de al menos 15 secretarías, incluyendo la de Seguridad.

## Titulares
| Titular                                            | Periodo                                            | Notas                                                                      |
| Secretaría de Defensa Nacional y Seguridad Pública | Secretaría de Defensa Nacional y Seguridad Pública | Secretaría de Defensa Nacional y Seguridad Pública                         |
| -------------------------------------------------- | -------------------------------------------------- | -------------------------------------------------------------------------- |
| Salomón Ciliézar Uclés                             | 1963-1971                                          | Gobierno de Oswaldo López Arellano.                                        |
| Raúl Galo Soto                                     | 1971-1975                                          | Gobierno de Ramón Ernesto Cruz Uclés y de Oswaldo López Arellano.          |
| Francisco Ruíz Andrade                             | 1975-1978                                          | Gobierno de Juan Alberto Melgar Castro.                                    |
| Mario Flores Theresín                              | 1980-1981                                          | Gobierno de Policarpo Paz García.                                          |
| José Sierra Hernández                              | 1982-1986                                          | Gobierno de Roberto Suazo Córdova.                                         |
| Luis Alonso Cardona Macías                         | 1986-1990                                          | Gobierno de José Simón Azcona.                                             |
| Secretaría de Seguridad                            |                                                    |                                                                            |
| Gautama Fonseca                                    | 1997-1998                                          | Gobierno de Carlos Roberto Reina.                                          |
| Elizabeth Chiuz Sierra                             | 1998-2002                                          | Gobierno de Carlos Flores Facussé.                                         |
| Óscar Álvarez Guerrero                             | 27 ene, 2002-12 nov, 2005                          | Renunció para dedicarse a la campaña política. Gobierno de Ricardo Maduro. |
| Armando Calidonio                                  | 12 nov, 2005-27 ene, 2006                          | Gobierno de Ricardo Maduro.                                                |
| Álvaro Romero                                      | 27 ene, 2006-Ene, 2008                             | Gobierno de Manuel Zelaya                                                  |
| Jorge Rodas Gamero                                 | Ene, 2008-28 jun, 2009                             | Gobierno de Manuel Zelaya                                                  |
| Pompeyo Bonilla Reyes                              | -                                                  | Gobierno de Porfirio Lobo                                                  |
| Arturo Corrales                                    | 1 may, 2013-Dic, 2014                              | Gobierno de Porfirio Lobo y de Juan Orlando Hernández                      |
| Julián Pacheco Tinoco                              | Dic 2014-27 ene, 2022                              | Gobierno de Juan Orlando Hernández                                         |
| Ramón Sabillón                                     | 27 ene, 2022-20 jun, 2023                          | Gobierno de Xiomara Castro                                                 |
| Héctor Gustavo Sánchez                             | 20 jun, 2023-actualidad                            | Gobierno de Xiomara Castro                                                 |

## Nota
1. ↑  En ese contexto y por como es usada la palabra "policía" en frases como «la ley determinará la forma y casos en que pueda allanarse por trasgresiones de policía» (art. 90 de la constitución de 1865), queda claro que "policía de seguridad" se refiere al "ordenamiento administrativo relativo a la seguridad", y no a un ente encargado de la seguridad como se le conoce hoy en día.
2. ↑  Desde el Decreto 157-2008 publicado el 5 de noviembre de 2008 el número de secretarías se elevó a 16.